# 工作流管理系统
工作流程管理系统（Workflow Management System, WfMS）的主要功能是通过计算机技术的支持去定义、执行和管理工作流程，协调工作流执行过程中工作之间以及群体成员之间的信息交互。 
工作流管理系统将业务流程中工作如何组织协调在一起的规则抽象出来，从而分离了具体工作的逻辑和流程组织的逻辑。我们在工作流管理系统的协助下：开发人员遵从一定的编程接口及约定，就可以开发出更具灵活性的事务处理系统；最终用户无需重新开发事务处理系统，就可以自己更改工作流程，以适应业务变化的需要。

## 主要功能
- 工作流建模
- 工作流运行
- 系统管理
- 业务过程管理和分析

## 系统结构
工作流管理系统由如下几部分组成：

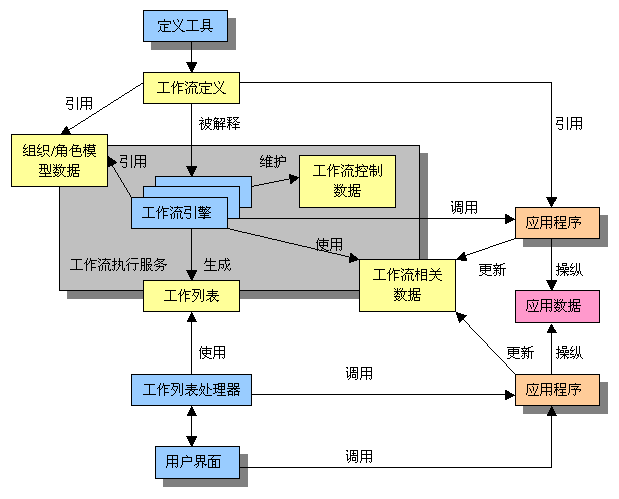
工作流管理系统产品结构

- 定义工具：用来定义工作流，它生成工作流定义。在定义时可能会参考组织或角色数据，还会引用外部应用程序的编程接口。
- 工作流执行服务：用来执行工作流，可能包含多个相互独立、并行运转的工作流引擎。它可能会参考组织或角色数据，还会调用外部应用程序，维护工作流控制数据，使用工作流相关数据，生成工作列表。
- 工作流引擎：用来执行单独的流程实例。
- 用户界面：用户操纵工作流列表的界面，可能会调用外部的应用程序。

## 相关链接
- 工作流专题研究：比较全面地介绍工作流技术、产品与资源